# Mohammed Mahroufi
Mohammed Mahroufi (en arabe : محمد محروفی), né en 1947 au Maroc, est un joueur de football international marocain, qui évoluait au poste de milieu de terrain.

## Biographie

### Carrière en sélection
Avec l'équipe du Maroc, il figure dans le groupe des sélectionnés lors de la Coupe du monde de 1970. Lors du mondial organisé au Mexique, il est titulaire et joue trois matchs : contre l'Allemagne, le Pérou, et enfin la Bulgarie.
Élément régulier de l'équipe, il dispute huit matchs lors des éliminatoires du mondial 1970.
Il participe également à la Coupe d'Afrique des nations de 1972 qui se déroule au Cameroun.